# Sivaganga
Sivaganga là một thành phố và khu đô thị của quận Sivaganga thuộc bang Tamil Nadu, Ấn Độ.

## Địa lý
Sivaganga có vị trí 9°52′B 78°29′Đ / 9,87°B 78,48°Đ Nó có độ cao trung bình là 102 mét (334 feet).

## Nhân khẩu
Theo điều tra dân số năm 2001 của Ấn Độ, Sivaganga có dân số 40.129 người. Phái nam chiếm 50% tổng số dân và phái nữ chiếm 50%. Sivaganga có tỷ lệ 82% biết đọc biết viết, cao hơn tỷ lệ trung bình toàn quốc là 59,5%: tỷ lệ cho phái nam là 86%, và tỷ lệ cho phái nữ là 77%. Tại Sivaganga, 11% dân số nhỏ hơn 6 tuổi.